# Wplace

Wplace логотип

Wplace — это сайт для совместной работы над пиксель артами, разработанный бразильским разработчиком Мурило Мацубарой и запущенный 21 июля 2025 года. Здесь пользователи могут редактировать холст, изменяя цвет одного пикселя на карте мира. Сайт основан на r/place, совместном проекте, размещенном на Reddit.

## Обзор
Отдельные пользователи могут редактировать карту мира на онлайн-холсте, изменяя любой из четырёх триллионов доступных квадратных пикселей. Пользователи начинают с ограниченного пула в 30 пикселей, которые можно разместить, и тратят один пиксель каждые 30 секунд, при этом максимальный размер пула увеличивается по мере того, как пользователь рисует больше. На сайте также есть таблица лидеров, которая показывает, какая страна и регион разместили больше всего пикселей. По состоянию на 7 августа первой в рейтинге была Бразилия, разместившая более 500 миллионов пикселей. Такие правила приводят к частым «войнам» между пользователями, когда каждый автор пытается завершить собственное изображение, иногда уничтожая предыдущие или соседние рисунки.
За четыре дня сайт привлёк более миллиона пользователей, получив популярность на таких платформах, как Twitch, TikTok, Reddit и Twitter, особенно среди жителей таких стран, как Германия, Россия и Бразилия. Из-за очень высокого количества одновременных пользователей сайт столкнулся с техническими проблемами, которые заблокировали таблицы лидеров и помешали новым пользователям зарегистрироваться, хотя уже существующие пользователи могли редактировать холст.
Самые активные художники, судя по рейтингу самого сайта, живут в Москве, Курске, Петербурге, Челябинске, Екатеринбурге и Иркутске. Максимальное количество рисунков сконцентрировано в больших городах, но очаровательная особенность Wplace в том, что народное творчество появляется и в маленьких населенных пунктах.

## Восприятие и культурный феномен

### Поп-культура
Пользователи активно создают изображения, связанные с известными видеоиграми, аниме, мультфильмами, интернет-мемами и другими элементами интернет-культуры. Часто на холсте можно встретить элементы из таких игровых франшиз, как Genshin Impact, Hollow Knight, Honkai: Star Rail, Kirby, Overwatch, Persona, Sonic the Hedgehog, Mario, Undertale, Stardew Valley и Pokémon

### Политический активизм
На холсте, в секторе Газа и его окрестностях, с момента запуска веб-сайта, были представлены многочисленные работы в стиле пиксельного искусства, включая палестинские флаги, антивоенные лозунги и другие произведения искусства в знак протеста против войны в Газе. В Северной Америке пользователи выразили свое несогласие с Аллигатором Алькатрасом во Флориде и мемориальным искусством на месте лагеря смерти Халиско, расположенного в Халиско, Мексика. В Южной Америке различные пользователи из Колумбии и Перу занимались активизмом в поддержку претензий своих стран на спорный остров Санта-Роза. В районе российско-украинской границы также присутствуют многочисленные искусства включая флаги, антивоенные лозунги и другие произведения искусства в знак протеста против войны.